# Mantinae
Mantinae là một phân họ bọ ngựa trong họ Mantidae

## Tông và Chi
Mantinae chứa 4 tông và 37 chi.
| - Tông Archimantini - Archimantis (Saussure, 1869) - Austrovates (Sjostedt, 1918) - Coenomantis (Giglio-Tos, 1917) - Corthylomantis (Milledge, 1997) - Nullabora (Tindale, 1923) - Tông Mantini - Mantilia (Roy, 1993) - Mantis (Linne, 1758) - Mesopteryx (Saussure, 1870) - Omomantis (Saussure, 1899) - Palaeophotina (Werner, 1923) - Pseudomantis (Saussure, 1869) - Reticulimantis (Roy, 1973) - Rhodomantis (Giglio-Tos, 1917) - Statilia (Stal, 1877) - Tông Polyspilotini - Cataspilota (Giglio-Tos, 1917) - Plistospilota (Giglio-Tos, 1911) - Polyspilota (Burmeister, 1838) - Prohierodula (Bolivar, 1908) - Tenodera (Burmeister, 1838) | - Tông Paramantini - Alalomantis (Giglio-Tos, 1917) - Bisanthe (Stal, 1876) - Camelomantis (Giglio-Tos, 1917) - Hierodula (Burmeister, 1838) - Hierodulella (Giglio-Tos, 1912) - Mantasoa (Mériguet, 2005) - Notomantis (Tindale, 1923) - Paramantis (Ragge & Roy, 1967) - Pnigomantis (Giglio-Tos, 1917) - Pseudostagmatoptera (Beier, 1931) - Rhombodera (Burmeister, 1838) - Rhomboderella (Giglio-Tos, 1912) - Sphodromantis (Stål, 1871) - Stictomantis (Beier, 1942) - Tamolanica (Werner, 1923) - Tarachomantis (Brancsik, 1892) - Tisma (Giglio-Tos, 1917) - Tismomorpha (Roy, 1973) |